# إم تي في (قناة تلفزيونية إسبانية)
إم تي في هي قناة تلفزيونية مدفوعة بالإسبانية تركز برامجها على الترفيه والموسيقى العامة. تم إطلاقها في 10 سبتمبر 2000 وهي مملوكة لشركة فاياكوم سي بي إس. اعتادت أن تكون متاحة على منصة التلفزيون الرقمي الأرضي الإسبانية بين عامي 2010 و2014، حتى عادت إلى التلفزيون المدفوع بسبب انخفاض الجمهور. تبث القناة من لندن، المملكة المتحدة.

## مقدمون سابقون
- جوهان والد (Top20 MTV Hits ، Top20 MTV Selection)
- لورا هايدن (Top20 MTV Hits ، Top20 MTV Selection)
- Duo Kie (ضبط MTV España)

## روابط خارجية
- http://www.mtv.es